# Beltheim

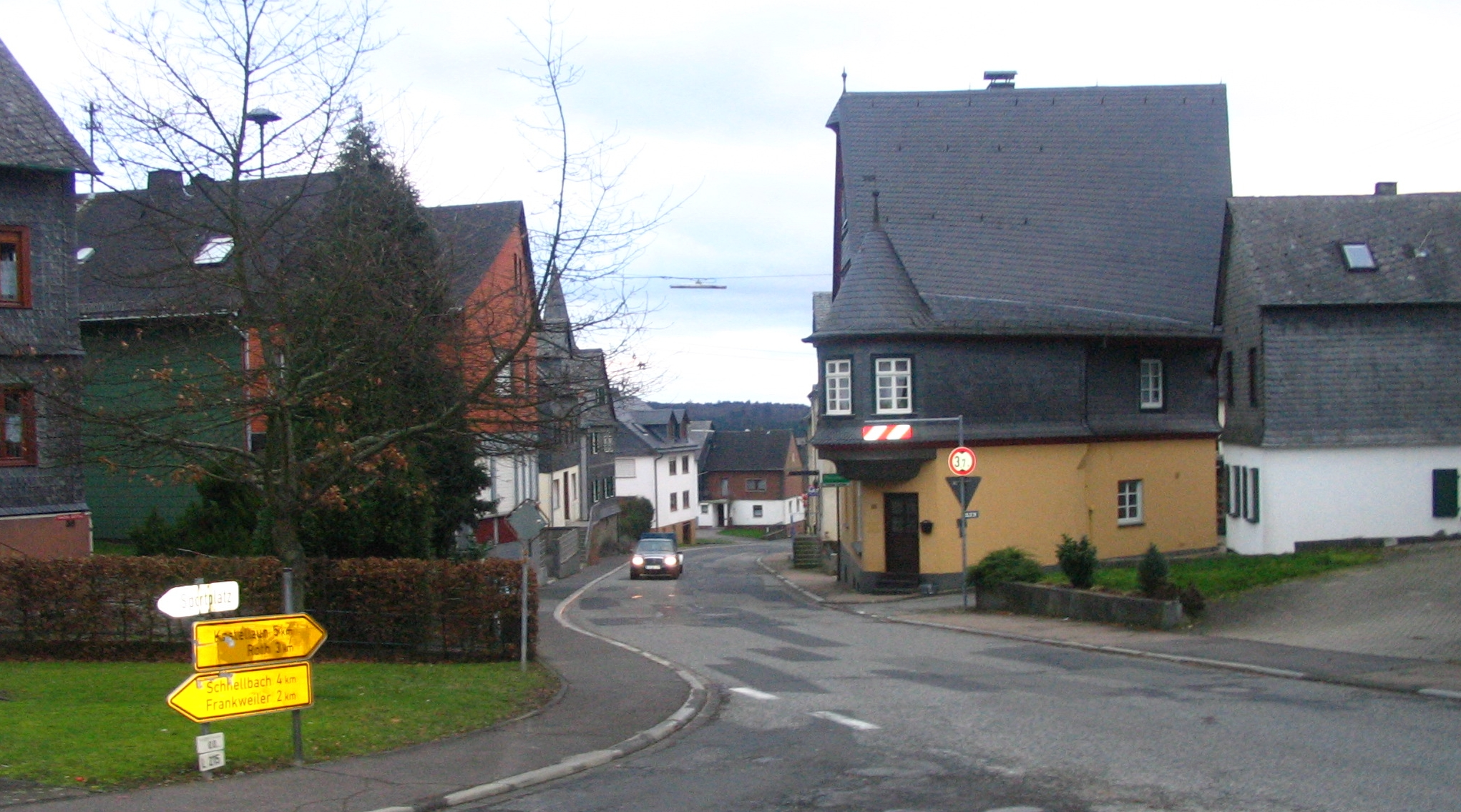
Centre du village

La municipalité de Beltheim se trouve dans le Land de Rhénanie-Palatinat (en allemand Rheinland-Pfalz) et fait partie de la Verbandsgemeinde de Kastellaun.